# Sawielij Safronow
Sawielij Siemionowicz Safronow (Safronidi), ros. Савелий Семёнович Сафронов (Сафрониди) (ur. 1 września 1925 we Władykaukazie; zm. 15 kwietnia 1997 w Petersburgu) – rosyjski piłkarz pochodzenia greckiego, grający na pozycji obrońcy, trener piłkarski. Uczestnik II wojny światowej.

## Kariera piłkarska
W 1946 rozpoczął karierę piłkarską w zespole Dinamo Rostów nad Donem. W 1948 został służbowo skierowany do Dinama Leningrad. W 1954 odszedł do klubu Trudowyje Riezierwy Leningrad, w którym zakończył karierę piłkarza.

## Kariera trenerska
Po zakończeniu kariery piłkarza rozpoczął pracę szkoleniowca. Najpierw w latach 1955-1956 szkolił młodzież w Szkole Sportowej Trudowyje Riezierwy Leningrad. W 1957 prowadził Trudowyje Riezierwy Stawropol, a w 1958 Trudowyje Riezierwy Taszkent. W lutym 1959 został mianowany na stanowisko starszego trenera w klubie Admirałtiejec Leningrad, w którym pracował do maja 1959. W 1960 trenował kolejny klub Trudowyje Riezierwy z Lipiecka. W marcu 1961 stał na czele Sokołu Leningrad, a po roku w marcu 1962 zmienił klub na Skorochod Leningrad. Od grudnia 1962 do sierpnia 1963 pomagał trenować Trudowi Rezerwy Ługańsk. Potem do końca 1963 ponownie prowadził Skorochod Leningrad. W 1964 stał na czele Spartaka Samarkanda. W czerwcu 1964 został zaproszony do sztabu szkoleniowego Paxtakoru Taszkent, w którym najpierw pomagał trenować, a od lipca do sierpnia 1964 pełnił obowiązki starszego trenera klubu. W grudniu 1964 opuścił Paxtakor i powrócił do Spartaka Samarkanda, którym kierował do sierpnia 1965. W październiku 1965 został mianowany na stanowisko starszego trenera Siewieru Murmańsk, który prowadził przez 8 lat do października 1973. Od 1974 do stycznia 1983 pracował w Szkole Sportowej Turbostroitiel Leningrad, a w lutym 1983 przeniósł się do Szkoły Sportowej Smiena Leningrad.
15 kwietnia 1997 zmarł w Sankt-Petersburgu w wieku 71 lat.

## Sukcesy i odznaczenia

### Sukcesy trenerskie
Siewier Murmańsk
- wicemistrz grupy Klasy B ZSRR: 1968

### Odznaczenia
- tytuł Mistrza Sportu ZSRR
- Medal „Za zwycięstwo nad Niemcami w Wielkiej Wojnie Ojczyźnianej 1941–1945”